# Union Aït Melloul
Union Aït Melloul, ook wel bekend als Union Sportive Municipale d'Aït Melloul, is een Marokkaanse voetbalclub, gevestigd in de Marokkaanse stad Aït Melloul. De in 27 juli 1999 opgerichte club komt uit in de GNF 2 en speelt zijn thuiswedstrijden in Stade Municipal d'Aït Melloul. De traditionele uitrusting van Union Aït Melloul bestaat uit een rood en wit tenue.
Raja de Beni Mellal ·
Club Jeunesse Ben Guerir ·
Rachad Bernoussi ·
Youssoufia Berrechid ·
Maghreb Fez ·
Wydad de Fès ·
JA Kasbah Tadla ·
KAC Kenitra ·
Jeunesse Massira ·
Mouloudia Oujda ·
US Musulmane d'Oujda ·
AS Salé ·
Union de Sidi Kacem ·
Wydad de Témara ·
Ittihad Zemmouri de Khémisset